# Мулинхаус, Луи
Луи Мулинхаус (фр. Louis Muhlinghaus) — бельгийский футбольный функционер, один из основателей и первый Генеральный секретарь ФИФА в 1904 — 1906 годах.

## Деятельность
Луи Мулингхаус как Генеральный секретарь Бельгийской футбольной ассоциации был наряду с Максом Каном, другим представителем Бельгии основателем ФИФА в 1904 году. На первом съезде ФИФА (23 — 24 мая 1904 года) первым президентом был избран Робер Герен, а Луи Мулингхаус был назначен Генеральным секретарем организации. В этой должности бельгиец пробыл всего два года, до 1906 г., после чего новым генеральным секретарем стал Карл Хиршман, занимавший эту должность в течение 25 лет.